# Till Death Do Us Part (álbum de Geto Boys)
Till Death Do Us Part é o quinto do grupo de gangsta rap de Houston Geto Boys, lançado em Março de 1993 pela Rap-A-Lot Records. O rapper Willie D deixou o grupo em 1992 para temporariamente perseguir uma carreira solo. Na sua posição, o rapper Big Mike se juntou a Scarface e Bushwick Bill como o terceiro membro para este álbum. Till Death Do Us Part se tornou o primeiro álbum do grupo a chegar ao topo das paradas de R&B/Hip-Hop, e também lançou o segundo single do grupo a chegar ao top 40 da Billboard Hot 100, "Six Feet Deep" (que incorporou um sample do hit single de 1977 "Easy", dos The Commodores). Outros singles do álbum incluiram "Crooked Officer" e "Straight Gangstaism".
Till Death Do Us Part foi produzido pelo produtor da casa de Rap-A-Lot N.O. Joe, e apresentou guitarra, baixo e teclados de Mike Dean, baixo de Roger Tausz, baixo e percussão de Preston Middleton, e scratches de DJ Domination. O álbum foi certificado como disco de ouro pela RIAA em 10 de Maio de 1993, com 674.347 cópias vendidas. Existe uma versão Chopped & Screwed disponível feita por OG Ron C.
Foram feitos quatro vídeo clipes para as canções em Till Death Do Us Part: uma para "Six Feet Deep", "Crooked Officer", "Straight Gangstaim" e "Street Life". O vídeoclipe de "Street Life" foi originalmente lançado para a canção como um single individual para a trilha sonora do filme South Central e também foi adicionado para o álbum. A versão do álbum de "Straight Gangstaism" apresenta duas estrofes de Big Mike e um de seu colega do grupo Convicts, Mr. 3-2 e foi lançado como um single para aumentar a popularidade de Big Mike como um membro dos Geto Boys, mas para evitar confusão dos fãs e melhorar a promoção, a versão do clipe (e a edição do rádio) adiciona uma quarta estrofe de Scarface no final da canção.
| Críticas profissionais | Críticas profissionais |
| Avaliações da crítica  | Avaliações da crítica  |
| Fonte                  | Avaliação              |
| ---------------------- | ---------------------- |
| Allmusic               | link                   |
| Rolling Stone          | link                   |
| The Source             | link                   |
| Rapreviews             | link                   |

## Lista de faixas
<esta seção é para os créditos do álbum somente-->
| #  | Título                  | Intérprete (s)                                                                                               | Sample(s)                                                                     | Produtor              | Duração |
| -- | ----------------------- | --- | ----------------------------------------------------------------------------- | --------------------- | ------- |
| 1  | "Intro"                 | James Smith                                                                                                  | *"Love Comes in All Colors" de The Staple Singers                             | John Bido             | 3:33    |
| 2  | "G.E.T.O."              | Scarface, Big Mike, Bushwick Bill                                                                            | *"St. Ides Commercial" de Geto Boys e Ice Cube                                | N.O. Joe              | 3:13    |
| 3  | "It Ain't"              | Scarface | *"Lonely Town, Lonely Street" de Bill Withers *Scarface                       | N.O. Joe              | 4:40    |
| 4  | "Crooked Officer"       | Scarface, Bushwick Bill, Big Mike                                                                            | *"Mind of a Lunatic" de Geto Boys                                             | N.O. Joe              | 3:59    |
| 5  | "No Nuts No Glory"      | Big Mike | *"I Cry" de Millie Jackson                                                    | N.O. Joe              | 3:44    |
| 6  | "Six Feet Deep"         | Scarface, Bushwick Bill, Big Mike                                                                            | *"Easy" de The Commodores *"What's Going On?" de Marvin Gaye                  | N.O. Joe              | 5:24    |
| 7  | "Murder Avenue"         | Bushwick Bill                                                                                                | -                                                                             | N.O. Joe              | 4:04    |
| 8  | "Raise Up"              | Scarface | *Scarface *"Jackin' for Beats" de Ice Cube                                    | N.O. Joe              | 3:29    |
| 9  | "Murder After Midnight" | Big Mike, Scarface, Bushwick Bill                                                                            | *"Hard Times" de Curtis Mayfield *"Another Nigger in the Morgue" de Geto Boys | N.O. Joe              | 4:17    |
| 10 | "Straight Gangstaism"   | Big Mike, Mr. 3-2                                                                                            | *"(You're a Fish and I'm A) Water Sign" de Parliament                         | John Bido e Mike Dean | 4:27    |
| 11 | "Cereal Killer"         | Scarface | *"N.T." de Kool & the Gang                                                    | N.O. Joe              | 3:03    |
| 12 | "This Dick's for You"   | Big Mike, Bushwick Bill, Scarface                                                                            | -                                                                             | N.O. Joe              | 5:33    |
| 13 | "Street Life"           | Scarface | -                                                                             | John Bido             | 5:21    |
| 14 | "Bring It On"           | 2-Low, Seagram, Too Much Trouble, 5th Ward Boyz, Odd Squad, Ganksta N-I-P, DMG, Mr. 3-2, Big Mello, Scarface | *"Voices Inside (Everything Is Everything)" de Donny Hathaway                 | N.O. Joe              | 8:14    |
| 15 | "Outro"                 | James Smith                                                                                                  | *"Love Comes in All Colors" de The Staple Singers                             | John Bido             | 1:49    |

## Posições do álbum nas paradas
| Ano  | Álbum                 | Posições do álbum | Posições do álbum      |
| Ano  | Álbum                 | Billboard 200     | Top R&B/Hip Hop Albums |
| ---- | --------------------- | ----------------- | ---------------------- |
| 1993 | Till Death Do Us Part | 11                | 1                      |

## Posições dos singles nas paradas
| Ano  | Canção            | Posições nas paradas | Posições nas paradas             | Posições nas paradas | Posições nas paradas |
| Ano  | Canção            | Billboard Hot 100    | Hot R&B/Hip-Hop Singles & Tracks | Hot Rap Singles      | Rhythmic Top 40      |
| ---- | ----------------- | -------------------- | -------------------------------- | -------------------- | -------------------- |
| 1993 | "Six Feet Deep"   | 40                   | 37                               | 2                    | 34                   |
| 1993 | "Crooked Officer" | -                    | 70                               | 4                    | -                    |